# C'est comme vous voulez
Albums de Alain Souchon
Olympia 83
(1983) Ultra moderne solitude
(1988)
C'est comme vous voulez est le 7e album studio d'Alain Souchon, sorti en 1985.
Il est le premier album de l'artiste sous le label Virgin.
Le style musical plus rythmé et synthétique tranche avec celui de l'album précédent par les arrangements et la réalisation de Michel Cœuriot.
Dans le titre J'veux du cuir, Souchon ironise sur lui-même et sur l'étiquette de nouvel homme qu'on lui a collée dans les années 1970. Il aborde aussi le thème « politique » de la construction européenne, à sa façon décalée, dans Vous êtes lents, dans lequel on entend la voix de son fils Pierre (Pour qui sont ces serpents qui sifflent sur nos têtes ?).
L'album est marqué par l'utilisation du synthétiseur Fairlight, pour plusieurs chansons, en grande mode dans les enregistrements studio à l'époque.

## Titres
Toutes les paroles sont écrites par Alain Souchon sauf 9 : Alain Souchon & David McNeil.
| 1.    | C'est comme vous voulez    | Laurent Voulzy | 4:20 |
| 2.    | Faust                      | Laurent Voulzy | 3:50 |
| 3.    | Les Jours sans moi         | Laurent Voulzy | 3:34 |
| 4.    | La vie intime est maritime | Michel Cœuriot | 3:35 |
| 5.    | Portbail                   | Alain Souchon  | 2:20 |
| 6.    | Ballade de Jim             | Laurent Voulzy | 4:30 |
| 7.    | Pays industriels           | Louis Chedid   | 4:08 |
| 8.    | Pourquoi tu t'prépares ?   | Alain Souchon  | 0:50 |
| 9.    | J'veux du cuir             | Laurent Voulzy | 3:20 |
| 10.   | Vous êtes lents            | Louis Chedid   | 3:00 |
| 33:27 |                            |                |      |

## Contributions
- Réalisation musicale : Michel Cœuriot
- Manu Katché : batterie
- Christophe Deschamps : batterie sur J’veux du cuir
- Guy Delacroix : basses
- Patrice Tison : guitares
- Claude Engel : guitares sur Les jours sans moi
- Michel Cœuriot : piano, Fender Rhodes, Hammond B3, synthétiseurs
- Celmar Engel : programmations des synthétiseurs
- Sophia Morizet : programmations des synthétiseurs sur Faust
- Patrick Bourgoin : saxophone ténor
- Ann Calvert : chœurs
- Peter (des “Bébés fous”) : chœurs
- Laurent Voulzy : chœurs
- Georges et Michel Costa, Francine Chantereau, Laurent Voulzy : chœurs

- Enregistrements : Didier Lozahic au Studio Plus XXX (Paris)
- Mixage : D. Lozahic aux studios Town House et Plus XXX
- Assistantes : Patricia Guen, Joëlle Bauer.

## Classements
| Pays   | Meilleure position |
| ------ | ------------------ |
| France | 108                |